# Stenospermation pittieri
Stenospermation pittieri — вид квіткових рослин із родини кліщинцевих (Araceae), роду Stenospermation. Це витка рослина, рідним ареалом якої є Венесуела (Тачіра).